# Scytodes diminuta
Scytodes diminuta là một loài nhện trong họ Scytodidae.
Loài này thuộc chi Scytodes. Scytodes diminuta được Carlos E. Valerio miêu tả năm 1981.